# Long Distance
A Long Distance Brandy amerikai énekesnő második kislemeze ötödik, Human című stúdióalbumáról. A dal egy távkapcsolat nehézségeiről szól. Először egy pittsburghi rádió játszotta, október 3-án. A Billboard Hot R&B/Hip-Hop Songs slágerlistán a 38. helyig ért el.
„Sokan vannak távol attól, akit szeretnek” – mondta Brandy. – „Találkoztam valakivel, aki elmondta, hogy a férje Irakban van. Azt mondtam, ‘Van egy tökéletes dalom a számodra.’ Furcsa érzés távkapcsolatban lenni. Nincs időtök, amit egymással tölthettek, bármennyire is szükséget van rá.
A dal egy remixét 2009. február 10-én küldték el a Top 40/Mainstream rádióadóknak.

## Fogadtatása
A Billboard pozitív kritikát adott a dalnak. „Régi rádiós bölcsesség, hogy egy jó ballada átsegíti az előadót a téli hónapokon és felröpíti a listák élére. Brandy visszatérő kislemezét, a Departedet – ami megható dal arról, hogy hiányzik valaki, aki elhunyt – újabb, veszteségről szóló dal követi. A szöveg ezúttal azonban egy távkapcsolatról szól és arról, milyen nehéz úgy élnie, hogy kedvese távol van. A zongoradallamra szépen épül rá az énekesnő hangja. Felfrissítő érzés újra hallani Brandy hangját, és szívet melengető látni, hogy újra együtt dolgozik Rodney Jerkinsszel.”

## Videóklip
A tervek szerint a videóklipet az október 20-ával kezdődő héten forgatták volna a norvég Ray Kay rendezésében, végül Chris „C-Rob” Robinson rendezte és november 6-án forgatták Los Angelesben, a Park Plaza Hotelben. Vezető producere Amanda Fox a Robot Filmsről. Ez Brandy második klipje, amit Robinson rendezett, az első a 2002-ben megjelent Full Moon. Bruno Mars dalszerző is szerepel a klipben, zongoristaként.
A klipet először Perez Hilton weboldalán mutatták be, december 1-jén. A BET tévécsatorna 106th and Park műsorában a 9. helyen nyitott december 22-én; 2009. január 14-én ért fel az első helyre, ahol egy teljes hétig maradt.

## Helyezések
| Slágerlista (2008)                   | Legmagasabb helyezés |
| ------------------------------------ | -------------------- |
| USA Billboard Bubbling Under Hot 100 | 24                   |
| Slágerlista (2009)                   | Legmagasabb helyezés |
| Global Dance Tracks                  | 17                   |
| USA Billboard Hot R&B/Hip-Hop Songs  | 38                   |
| USA Billboard Hot Dance Club Play    | 1                    |